# Julian Monaco
Julian Monaco (* 1. Dezember 1989 in Walsrode) ist ein deutscher Politiker, ehemaliges Mitglied der rechtsextremen Jugendorganisation der NPD, der Jungen Nationaldemokraten (JN), und war von August 2009 bis Mai 2011 niedersächsischer JN-Landesvorsitzender. Im Juni 2010 wurde Monaco als Bundesgeschäftsführer in den Bundesvorstand der JN gewählt und gehörte ihm bis 2014 an.

## Leben

### Aktivitäten in Niedersachsen
Erstmals in Erscheinung trat Monaco 2009, als er zusammen mit dem NPD- und ehemaligen JN-Bundesvorstandsmitglied Florian Cordes den ersten niedersächsischen Stützpunkt der JN gründete. Durch die Gründung des JN-Stützpunktes Delmenhorst wurde die Stadt schnell zum Zentrum der rechtsextremen Aktivitäten in Niedersachsen. Die Landtagsabgeordnete Pia-Beate Zimmermann von der Partei Die Linke stellte in diesem Zusammenhang 2010 eine Anfrage im Landtag Niedersachsen, ob die steigende Zahl rechtsextremer Übergriffe im Zusammenhang mit dem JN-Landesvorsitzenden und Delmenhorster Julian Monaco stehe. Der damalige Innenminister Uwe Schünemann urteilte, dass zwar die Aktivitäten, jedoch nicht die gewalttätigen Übergriffe seitens der Rechten im kausalen Zusammenhang mit der Ernennung Monacos zum JN-Landesvorsitzenden ständen. In seiner Zeit als Landesvorsitzender organisierte er mehrere Kundgebungen und Aktionswochen in Delmenhorst, welche überregional für Aufsehen sorgten. Auch gab es in seiner Vorsitzzeit mehrere polizeiliche Ermittlungen und Gerichtsprozesse gegen ihn und weitere Mitglieder der JN u. a. wegen Landfriedensbruchs und Körperverletzung, welche aber mit Freisprüchen endeten. Bei seinem Prozess wurde Monaco von dem Berliner Rechtsextremisten Wolfram Nahrath verteidigt.

### Landtagswahl 2011 in Sachsen-Anhalt
Ende 2010 übernahm Monaco die NPD-Zentrale im sachsen-anhaltischen Halberstadt. Er leitete dort den kostenintensiven Wahlkampf der NPD zur Landtagswahl 2011. Die Partei verfehlte mit 4,6 % knapp ihren dritten Landtagseinzug aufgrund der Fünf-Prozent-Hürde.

### NPD-Bundesparteitag 2011
Monaco unterstützte zusammen mit der NPD-Jugendorganisation den ehemaligen sächsischen Fraktionsvorsitzenden Holger Apfel mit großem Einsatz bei dessen Kandidatur zum Parteivorsitzenden. Zusammen mit dem JN-Bundesvorsitzenden Michael Schäfer forderte er eine Wandlung der Jugendorganisation vom „Anhängsel der Mutterpartei“ zur „innerparteilichen Kaderschmiede“.

### Tätigkeit im sächsischen Landtag
Von August 2011 bis zur Landtagswahl im August 2014 war Monaco Auszubildender der NPD-Fraktion im sächsischen Landtag.
Monaco wurde in Dresden Mitglied der Dresdener Burschenschaft Salamandria.

### Als Experte gegen Links auf Einladung der AfD im Bundestag
Im Juli 2018 organisierte der AfD-Bundestagsabgeordnete Frank Pasemann über sein Abgeordnetenbüro eine Veranstaltung in den Räumen des Deutschen Bundestages mit Philip Stein als Referenten. Thema der Veranstaltung unter dem Titel „Linke Förderstrukturen und der neue ‚Kampf gegen Rechts‘“ waren „die verschiedenen, missbrauchsanfälligen Förderprogramme des Bundes“ zur Eindämmung des Rechtsradikalismus sowie „parlamentarische Gegenstrategien“ zur Abwehr jener Förderprogramme. Philip Stein brachte die zwei ehemals führenden Kader der JN Michael Schäfer und Julian Monaco mit, die von Frank Pasemann in seiner Ansprache als eingeladene Freunde bezeichnet wurden. Zu der Veranstaltung mit dem Thema waren alle Abgeordneten der AfD-Bundestagsfraktion sowie deren Mitarbeiter eingeladen.

## Film
- Die Story im Ersten: Am rechten Rand, ein Film von Jana Merkel und Michael Richter, ARD 15. Oktober 2018